# دجاج كونغ باو
دجاج كونغ باو هو طبق حار مقلي صيني يتكون من مكعبات الدجاج، الفول السوداني، الخضروات (البصل الويلزي التقليدي فقط) والفلفل الحار. نشأ الطبق الكلاسيكي في مطبخ سيشوان في مقاطعة سيتشوان بجنوب غرب الصين على الرغم من وجود الطبق في جميع أنحاء الصين، إلا أن هناك اختلافات إقليمية تكون عادةً أقل حرارة من مطبخ سيتشوان. يعد دجاج كونغ باو أيضًا عنصرًا أساسيًا في المطبخ الصيني الغربي.
أثناء الثورة الثقافية أصبح اسم الطبق غير صوابية سياسية بسبب ارتباطه بالنظام الإمبراطوري لذلك تمت إعادة تسمية الطبق باسم الدجاج الحار من قبل الماويين حتى تم إعادة اسمه في الثمانينيات في ظل إصلاحات دينج شياو بينج.